# Reciprok inhibition
Reciprok inhibition betyder att någonting undanröjs eller "släcks ut" under samverkan mellan två eller fler entiteter över en gemensam kopplingspunkt. Exempelvis kan en muskel på ena sidan en led fås att slappna av genom belastning av en muskel på andra sidan densamma.
Reciprok inhibitionsterapi inom psykologin är en behandlingsform där en reaktion kan upphävas under förekomsten av en annan, ömsesidigt inkompatibel, reaktion. Djupandning, eller bukandning för att minska smärta vid barnafödande, är en medicinsk form av reciprok inhibition.